# فدراسیون شطرنج ارمنستان
فدراسیون شطرنج ارمنستان (ارمنی: Հայաստանի շախմատի ֆեդերացիա) بدنه اجرایی شطرنج در ارمنستان می‌باشد و وابسته به فیده می‌باشد و در سال ۱۹۲۷ میلادی بنیانگذاری شد.
در سال ۱۹۵۸، تیم ملی ارمنستان در مسابقات قهرمانی شطرنج شوروی شرکت نمود.
از سال ۱۹۷۰ فدراسیون در خانه شطرنج ایروان فعالیت می‌کند که در سال ۱۹۸۴ به نام خانه شطرنج تیگران پتروسیان تغییر نام داد.
ارمنستان در سال ۱۹۹۲ به عضویت فیده درآمد.

## اعضای هیئت مدیره
ده عضو هیئت مدیره عبارتنداز:
- رئیس – سرژ سارگسیان
- نایب رئیس اول – سمبات لپوتیان
- دبیرکل – گاگیک اوگانسیان
- نایب رئیس – تیگران سارگسیان
- نایب رئیس – لوون ائولیان
- نایب رئیس – یوری آروستامیان
- نایب رئیس – گاگیک گئورگیان
- نایب رئیس – هویک خالیکیان
- نایب رئیس – آشوت وارداپتیان
- نایب رئیس – هراچ تاوادیان
- Chairman Emeritus – وانیک زاکاریان

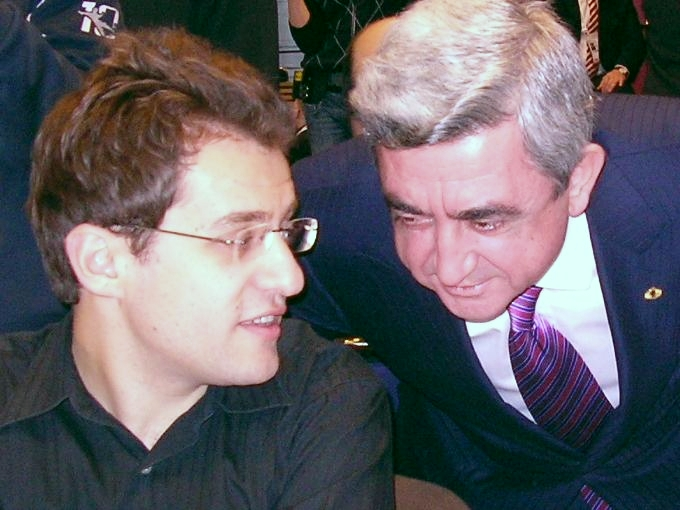
سرژ سارگسیان، رئیس فدراسیون شطرنج همراه با لوون آرونیان، راس تیم شطرنج ارمنستان در 38th Chess Olympiad در ۲۰۰۸

## هیئت رئیسه

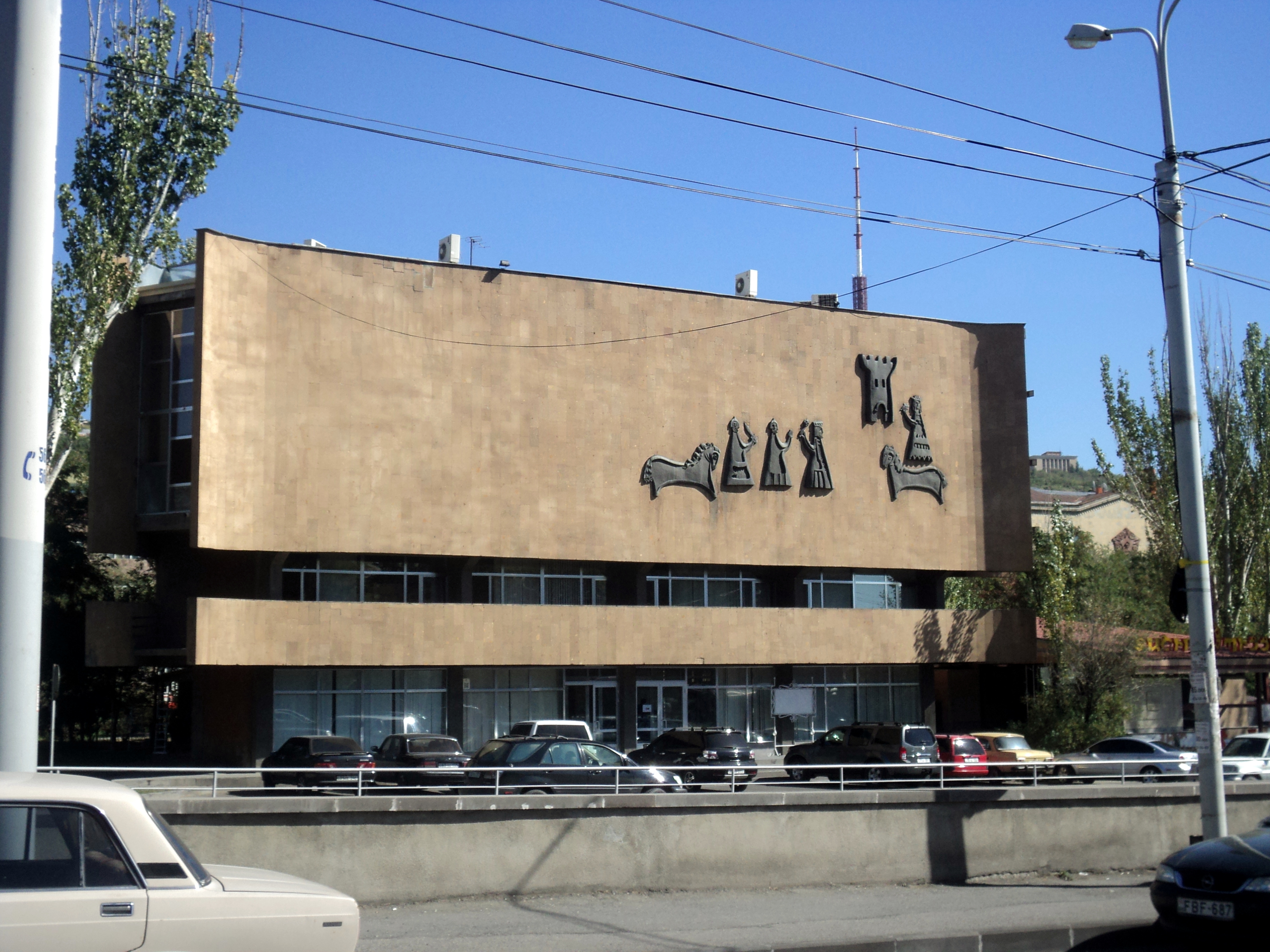
خانه شطرنج تیگران پتروسیان، مکانی که فدراسیون شطرنج ارمنستان در آن مستقر می‌باشد.

هیئت رئیسه شامل ۶۴ عضو، از جمله استادان‌بزرگ:
- آشوت آناستاسیان
- لوون آرونیان
- آوتیک گریگوریان
- الینا دانیلیان
- آرسن یغیازاریان
- روبرت هوهانیسیان
- Ara Minasian
- آرتاشس میناسیان
- سرگئی موسسیان
- Tigran Nalbandian
- آرمان پاشیکیان
- آرشاک پتروسیان
- تیگران ال. پتروسیان
- گابریل سارگیسیان
- رافائل واهانیان

و استادان بین‌المللی:
- واهاگن خاچاطوریان
- ادوارد مناتساکانیان
- آشوت نادانیان